# Mirebeau
Mirebeau – miejscowość i gmina we Francji, w regionie Nowa Akwitania, w departamencie Vienne.
Według danych na rok 1990 gminę zamieszkiwało 2 299 osób, a gęstość zaludnienia wynosiła 166 osób/km² (wśród 1467 gmin regionu Poitou-Charentes, Mirebeau plasuje się na 119. miejscu pod względem liczby ludności, natomiast pod względem powierzchni na miejscu 640.).